# Kanton Auxerre-4
Auxerre-4 is een kanton van het Franse departement Yonne. Het kanton maakt deel uit van het arrondissement Auxerre.
 Het telt  14.006 inwoners in 2018.

Het kanton Auxerre-4 werd gevormd ingevolge het decreet van 13 februari 2014 met uitwerking op 22 maart 2015. 

## Gemeenten
Het kanton omvat volgende gemeenten :
- Auxerre (zuidelijk deel) (hoofdplaats)
- Chevannes
- Vallan